# Леандро Дельгадо Рей
Леандро Дельгадо Рей (Монтевідео, 1967) — уругвайський письменник, який писав романи, оповідання та вірші. Він також опублікував різноманітні дослідницькі статті з різних питань культури (наукова фантастика, уругвайський рок) та з історії анархізму. Леандро також співпрацював з уругвайськими газетами El País і La Diaria.

## Біографія
Леандро вивчав соціальні комунікації в Католицькому університеті Уругваю та отримав ступінь у 1997 році. Досліджуючи наукову фантастику, у Лестері та Нью-Джерсі, він отримав два ступені магістра. Леандро також має докторський ступінь, отриманий у 2005 році в Нью-Джерсі. Його дисертація була про вплив анархізму в літературі Ріо-де-ла-Плати.
З 2005 року він працює професором курсу комунікації в Католицькому університеті Уругваю.
У 1999 році видав збірку віршів «Три ночі під водою». За ним пішли романи «Прощай, Діомеде» (2005) і «Ур» (2013), а також томи оповідань «Казки про нутрощі» (2010) і «Помаранчева тривога» (2015).
Найвидатнішими його творами критики є два романи. «Прощай, Діомеде» використовує вигаданого співака Діомедеса Лопеса як привід, щоб описати частину молодіжної культури Монтевідео 1980-х років. «Ур» важко класифікувати, хоча його зазвичай називають науково-фантастичним романом. Ця робота була номінована в категорії «розповідь» премії Bartolomé Hidalgo Awards у 2013 році.
У 2020 році він опублікував «Внутрішні вибори», антиутопію про безлюдне Монтевідео.

## Твори
- Три ночі під водою (Noctúa, 1999)
- Прощай, Діомеде (Planetarias, 2005; перевидано Hum, 2014)
- Казки про нутрощі (Estuary, 2010)
- Ур (Hum, 2013)
- Помаранчева тривога (La Propia, 2015)
- Анархізм у дев'ятнадцятому столітті з Ріо-де-ла-Плати (Estuario, 2017)
- Внутрішні вибори (Hum, 2020)